# 德鲁圣玛丽
德鲁圣玛丽（法語：Droupt-Sainte-Marie）是法国奥布省的一个市镇，属于塞纳河畔诺让区。该市镇2009年时的人口为236人。

## 人口
德鲁圣玛丽人口变化图示
| 数据来源：INSEE |